# Hot Pickles
Hot Pickles è un cortometraggio muto del 1910 diretto da Lewin Fitzhamon.

## Trama
I sottaceti fatti in casa di un colonnello sono esplosivamente piccanti, tanto da provocare eruzioni di fiamme nei commensali.

## Produzione
Il film fu prodotto dalla Hepworth.

## Distribuzione
Distribuito dalla Hepworth, il film - un cortometraggio di 198 metri - uscì nelle sale cinematografiche britanniche nel gennaio 1910.
Si conoscono pochi dati del film che, prodotto dalla Hepworth, fu distrutto nel 1924 dallo stesso produttore, Cecil M. Hepworth. Fallito, in gravissime difficoltà finanziarie, il produttore pensò in questo modo di poter almeno recuperare il nitrato d'argento della pellicola.